# Снежана Хрепевник
Снежана Хрепевник (Београд, 13. новембар 1948 — Београд, 13. мај 1981) била је српска репрезентативка у скоку у вис.

## Биографија
Рођена је у насељу Умка крај Београда, где је атлетску каријеру започела у клубу "21. мај".
За СФР Југославију наступала је на трима Олимпијским играма: у Мексику 1968. била је четрнаеста, у Минхену 1972. двадесета, а четири године касније у Монтреалу дванаеста.
Била је победница Студентских игара 1970. у Торину, где је прескочила 186 центиметара.
Освојила је две златне (Тунис, 1967. и Измир, 1971) и једну сребну медаљу (Алжир, 1975) на Медитеранским играма.
За државну репрезентацију наступила је укупно четрдесет пута. Каријеру је завршила 1981. године у клубу у ком је и започела: „21.мај“ у Раковици.

## Улица
Улица Снежане Хрепевник налази се на општини Раковица у Београду, Од Миле Димић 20, поред Милице Српкиње и Водица, до Гусларске. Део улице је од 1930. До 1984. Носила назив Јанковић Стојана, а свој данашњи назив добија 1984. године.